# Colpi di timone
Colpi di timone è un film del 1942 diretto da Gennaro Righelli. 
Si tratta del debutto cinematografico di Gilberto Govi, attore teatrale genovese.

## Trama
1940, il Capitano Giovanni Bevilacqua, piccolo armatore genovese di 55 anni, scapolo, onesto e schietto che è anche Sindaco della Provveditoria Ligure, andando per mare, mentre governa una delle sue navi, a causa del mare agitato, riceve un ritorno di barra e il timone lo colpisce al petto; dopo qualche mese, accusando sempre dolore, si fa fare una radiografia dalla quale il medico, il professor Brunelli deduce che gli rimangono tre mesi di vita.
Egli decide allora di prendersi alcune soddisfazioni dicendo in faccia alla gente quello che pensa, non dovendosene preoccupare data la sua situazione e comincia proprio dai dirigenti della Provveditoria Ligure accusati di volersi approfittare dei lavoratori del porto. Ed esordisce proprio all'assemblea degli azionisti, dicendo tutto quello che pensa, prendendosela soprattutto con l'amministratore delegato, il Commendator Felice Precordi, accusandolo, fra l'altro, di adulterio ed abbandonando la seduta. Scoppia lo scandalo alla Provveditoria Ligure.
Al ritorno nel suo studio, la segretaria, signorina Paola fa accomodare due azionisti della Provveditoria che sono venuti a fargli firmare il bilancio, ma lui non firma perché vuole controllare i conti, non fidandosi. Da lì in avanti una serie di situazioni tragicomiche fino a quando il dottore gli comunica che c'è stato uno scambio nella consegna delle radiografie. Finale scoppiettante tra comico e drammatico.

## Produzione
Girato negli stabilimenti Cinecittà di Roma per gli interni e a Camogli (GE) per gli esterni.

### Altri tecnici
- Aiuto regia: Gennaro Balistrieri.
- Fonico: Venanzio Lisca.